# Хто вигадав колесо?
«Хто вигадав колесо?» — радянський молодіжний художній фільм, знятий режисером Володимиром Шределем на кіностудії «Ленфільм» в 1966 році за повістю Володимира Краковського «Повернення до обрію». Прем'єра фільму відбулася 24 квітня 1967 року.

## Сюжет
Ліричний фільм про перше кохання і перші досліди самостійного життя. Закінчивши школу, Сєва Лосєв влаштовується на хімкомбінат. Герой фільму — робочий хлопчина, допитливий і вдумливий, іноді довірливий до людей і з готовністю розкривається перед ними, іноді занадто підозрілий і задиркуватий («Напевно, у мене поганий характер» — визнає він сам в останньому кадрі фільму, звертаючись до глядачів). Любов, дружба, робота — не все гладко, не все відразу виходить, але він наполегливо шукає своє місце в житті, своє справжнє покликання.

## У ролях
- Георгій Корольчук — Сєва Лосєв (в титрах Юрій Корольчук)
- Галина Нікуліна — Саша
- Поліна Куманченко — тітка
- Наталія Селезньова — Зойка
- Георгій Віцин — дядя Коля
- Михайло Глузський — голова завкому
- Віктор Костецький — Олексій Єгоров
- Микола Волков (старший) — академік Щєглов
- Наталія Гурзо — Інна
- Борис Рижухін — головний інженер
- Сергій Дрейден — Віктор
- Баліс Дваріонас — піаніст
- Вадим Давидов — епізод
- Віктор Клюкін — епізод
- Борис Красильников — епізод
- В. Федоров — епізод
- І. Хлєбнікова — епізод
- Віктор Іллічов — кавалер Інни
- Георгій Штиль — комсорг
- Олександра Йожкіна — епізод
- Євген Філатов — льотчик

## Знімальна група
- Режисер — Володимир Шредель
- Сценаристи — Тенгіз Абуладзе, Анатолій Гребнєв, Тамаз Меліава
- Оператор — Яків Склянський
- Композитор — Ісаак Шварц
- Художник — Василь Зачиняєв